# Moriaphila legrosi
Moriaphila legrosi är en skalbaggsart som beskrevs av Leon Fairmaire 1895. Moriaphila legrosi ingår i släktet Moriaphila och familjen Cetoniidae. Inga underarter finns listade i Catalogue of Life.